# Missionnaires de la Nativité de Marie
Les Missionnaires de la Nativité de Marie (Congregatio Missionariorum Nativitatis Mariae) forment une congrégation cléricale catholique de droit pontifical.

## Histoire
La congrégation, dite à l'origine Serviteurs de Marie Enfant, a été fondée en 1944 au Mexique par le prêtre espagnol Vicente Echarri (1903-2005), dans la ville de León. Sa vocation est l'éducation de la jeunesse paysanne et de la jeunesse abandonnée. Ses quatre premiers prêtres sont ordonnés le 2 avril 1949 à la cathédrale de León.
Elle est reconnue comme union pieuse de fidèles en 1952, par Mgr Manuel Martín del Campo y Padilla, puis elle est érigée comme institut de droit diocésain le 14 juin 1970, après avoir reçu du Saint-Siège son nihil obstat en 1966. Elle devient congrégation de droit pontifical par un décret du 8 décembre (fête de la Nativité de Marie) 1988.

## Activités et diffusion
Les Missionnaires de la Nativité de Marie se vouent à l'aide aux évêques diocésains dans leur apostolat sacerdotal, concernant toute sorte d'œuvres à caractère relieux ou social. Ils sont surtout présents au Mexique et se sont installés récemment à Porto Rico et aux États-Unis. Sa maison généralice se trouve à León, dans l'État de Guanajuato.
Au 31 janvier 2005, l'institut comptait 16 maisons pour 164 membres de la congrégation, dont 117 prêtres. Hilario Chávez Joya est le premier évêque de la congrégation, ordonné en 1977 pour prendre la tête de la nouvelle prélature de Nuevo Casas Grandes, dans l'État de Chihuahua. En 1979, c'est au tour de José de Jesús Castillo Rentería d'être nommé comme premier évêque du nouveau diocèse de Tuxtepec, dans l'État d'Oaxaca.
L'évêque actuel du diocèse d'Autlán, Mgr Rafael Sandoval Sandoval (quatrième supérieur général de la congrégation), fait partie des Missionnaires de la Nativité de Marie.
Le chapitre général de la congrégation a élu, le 26 juin 2009, son septième supérieur général, le R.P. Víctor Cárabes Chavez.